# Acanthomyops coloradensis
Acanthomyops coloradensis é uma espécie de inseto do gênero Acanthomyops, pertencente à família Formicidae.